# Quimo
El quimo (del lat. chymus, y este del griego χυμός [khymós], ‘jugo’) es una masa pastosa compuesta por los alimentos ingeridos, es decir, el bolo alimenticio y los jugos digestivos que lo mezclan. El quimo formado en el estómago tiene propiedad química ácida, por la interacción con el HCl producido por las células parietales de las paredes del estómago, luego el quimo progresa en el intestino delgado, se torna básico (alcalino) por su contacto con el jugo pancreático, que neutraliza el quimo por la acción del bicarbonato de sodio (NaHCO3).

## Características
Es de consistencia semisólida y ácida y se forma por los movimientos de contracción que poseen las paredes musculares del estómago, y por la acción proteolítica de la pepsina y del ácido clorhídrico. 
El pepsinógeno es secretado por las células principales, que en presencia de ácido clorhídrico se activa dando lugar a la pepsina (la enzima activa). Tanto el cloruro de hidrógeno como el factor intrínseco son producidos por las células parietales de las glándulas gástricas, ubicadas en la mucosa del estómago. El pepsinógeno es sintetizado por las células principales, otro tipo celular de las glándulas gástricas.

## Descripción
- Cuando se mastican los alimentos estos ingresan al estómago, donde serán desmenuzados.
- Durante el proceso de desmenuzamiento, el estómago segrega enzimas y jugo gástrico.

## Curso del quimo
Después de horas de digestión mecánica y química, la comida es reducida al quimo. Como partículas de comida, se vuelven lo suficientemente pequeñas para pasar en intervalos regulares desde el estómago al intestino, el cual estimula al páncreas a producir un fluido que contiene alta concentración de bicarbonato. Este fluido neutraliza los jugos gástricos que en exceso puede dañar las paredes del intestino resultando en una úlcera duodenal. Otras secreciones del páncreas, la vesícula, el hígado y glándulas en la pared el intestino ayudan en la digestión.
Cuando las partículas de comida son suficientemente reducidas, en tamaño y composición, las moléculas son absorbidas por las células de la pared intestinal y transportadas al flujo sanguíneo. Algunos materiales alimenticios son transportados desde el intestino delgado al intestino grueso. En el intestino grueso, algunas bacterias rompen las proteínas y los almidones del quimo, los cuales no fueron totalmente digeridos en el intestino delgado.
Cuando todos los nutrientes del quimo han sido absorbidos, el material no digerido restante se vuelve en semisólidos llamados heces.